# Nepal (groupe)
Pour les articles homonymes, voir Nepal (homonymie).
Nepal est un groupe argentin de thrash metal, originaire de Buenos Aires. Il est formé vers 1984 et dissout en l'an 2001. Pendant cette période, ils comptent trois albums studio. 

## Biographie
Les paroles de Nepal sont caractérisées par des questions liées à la justice sociale, aux droits de l'homme, à l'environnementalisme, au gouvernement, à la discrimination, au racisme, à l'homophobie, au capitalisme et à la critique de la religion et de l'église,.
Après la séparation en 2001, le bassiste fondateur, Beto Vázquez, donne naissance à son projet de power metal, Beto Vázquez Infinity.

## Membres

### Membres d'origine
- Larry Zavala - chant
- Beto Vázquez - basse
- Javier Bagalá - guitare
- Dario Galvan - batterie

### Autres membres
- Willie Urroz - chant
- Raúl Jesaim - guitare
- Marcelo Ponce - batterie
- Facundo Vega - batterie

### Invités
- Hansi Kürsch
- Andre Matos
- Kiko Loureiro

## Discographie
| Sortie | Titre                                    | Note            |
| ------ | ---------------------------------------- | --------------- |
| 1986   | Nepal                                    | Démo            |
| 1988   | Aquellos bastardos/Rompehuesos           | Split           |
| 1989   | Nepal II                                 | Démo            |
| 1992   | Capitulo '92                             | Démo            |
| 1993   | Raza de traidores                        | Album studio    |
| 1995   | Ideología                                | Album studio    |
| 1995   | Gritalo fuerte, tributo argentino a Kiss | Compilation     |
| 1997   | Manifiesto                               | Album studio    |
| 1998   | Metal Rock Festival II                   | Album en direct |